# Zápas na Letních olympijských hrách 1980 – muži, řecko-římský do 82 kg
Zápas řecko-římský ve váhové kategorii do 82 kg probíhal na Letních olympijských hrách 1980 v Moskvě, v atletické hale CSKA Moskva. O medaile se utkalo celkem 12 zápasníků.

## Turnajové výsledky
Za prohru zápasníci získávají záporné body. 6 bodů vyřazuje zápasníka z dalších bojů. Poté, co zbývají poslední tři borci, utkají se tito ve finálovém kole o medaile.
Legenda
- TF — Lopatkové vítězství
- IN — Vítězství pro soupeřovo zranění
- DQ — Vítězství pro soupeřovu pasivitu
- D1 — Vítězství pro soupeřovu pasivitu, vítěz taktéž napomínán
- D2 — Oba zápasníci diskvalifikováni pro pasivitu
- FF — Kontumační vítězství
- DNA — Soupeř nenastoupil
- TPP — Trestné body celkem
- MPP — Trestné body za zápas

Sankce
- 0 - Lopatkové vítězství, technická převaha, pro pasivitu, zranění soupeře, nenastoupení
- 0,5 - Výhra na body, 8-11 bodů rozdíl
- 1 - Výhra na body, 1-7 bodů rozdíl
- 2 - Výhra pro pasivitu, vítěz taktéž napomínán
- 3 - Prohra na body, 1-7 body rozdíl
- 3,5 - Prohra na body, 8-11 bodů rozdílu
- 4 - Prohra lopatková, technickou převahu, pro pasivitu, zranění, nenastoupení

### Kolo 1
| TPP | MPP |                            | Score     |                       | MPP | TPP |
| --- | --- | -------------------------- | --------- | --------------------- | --- | --- |
| 4   | 4   | Fernando San-Isidro (ESP)  | TF / 4:18 | Detlef Kühn (GDR)     | 0   | 0   |
| 4   | 4   | Aduuchiin Baatarkhüü (MGL) | TF / 3:48 | Pavel Pavlov (BUL)    | 0   | 0   |
| 0   | 0   | Gennadij Korban (URS)      | DQ / 5:37 | Mihály Toma (HUN)     | 4   | 4   |
| 1   | 1   | Mohammad El-Oulabi (SYR)   | 13 - 11   | Miroslav Janota (TCH) | 3   | 3   |
| 4   | 4   | Jan Dołgowicz (POL)        | D2 / 7:06 | Ion Draica (ROU)      | 4   | 4   |
| 3   | 3   | Jarmo Övermark (FIN)       | 5 - 8     | Leif Andersson (SWE)  | 1   | 1   |

### Kolo 2
| TPP | MPP |                           | Score     |                            | MPP | TPP |
| --- | --- | ------------------------- | --------- | -------------------------- | --- | --- |
| 8   | 4   | Fernando San-Isidro (ESP) | D2 / 7:00 | Aduuchiin Baatarkhüü (MGL) | 4   | 8   |
| 4   | 4   | Detlef Kühn (GDR)         | DQ / 5:42 | Pavel Pavlov (BUL)         | 0   | 0   |
| 0   | 0   | Gennadij Korban (URS)     | DQ / 7:50 | Mohammad El-Oulabi (SYR)   | 4   | 5   |
| 4   | 0   | Mihály Toma (HUN)         | DQ / 7:01 | Miroslav Janota (TCH)      | 4   | 7   |
| 4   | 0   | Jan Dołgowicz (POL)       | TF / 2:17 | Jarmo Övermark (FIN)       | 4   | 7   |
| 8   | 4   | Ion Draica (ROU)          | D2 / 7:09 | Leif Andersson (SWE)       | 4   | 5   |

### Kolo 3
| TPP | MPP |                          | Score     |                       | MPP | TPP |
| --- | --- | ------------------------ | --------- | --------------------- | --- | --- |
| 8   | 4   | Detlef Kühn (GDR)        | TF / 5:41 | Gennadij Korban (URS) | 0   | 0   |
| 0   | 0   | Pavel Pavlov (BUL)       | DQ / 8:01 | Mihály Toma (HUN)     | 4   | 8   |
| 9   | 4   | Mohammad El-Oulabi (SYR) | DQ / 5:34 | Jan Dołgowicz (POL)   | 0   | 4   |
| 5   |     | Leif Andersson (SWE)     |           | Bye                   |     |     |

### Kolo 4
| TPP | MPP |                       | Score  |                     | MPP | TPP |
| --- | --- | --------------------- | ------ | ------------------- | --- | --- |
| 8   | 3   | Leif Andersson (SWE)  | 3 - 4  | Pavel Pavlov (BUL)  | 1   | 1   |
| 1   | 1   | Gennadij Korban (URS) | 11 - 4 | Jan Dołgowicz (POL) | 3   | 7   |

### Finále
Výsledky z předchozích kol se započítávají do finále (žlutě zvýrazněno)
| TPP | MPP |                       | Score     |                       | MPP | TPP |
| --- | --- | --------------------- | --------- | --------------------- | --- | --- |
|     | 1   | Gennadij Korban (URS) | 11 - 4    | Jan Dołgowicz (POL)   | 3   |     |
|     | 3   | Pavel Pavlov (BUL)    | 7 - 13    | Gennadij Korban (URS) | 1   | 2   |
| 3   | 0   | Jan Dołgowicz (POL)   | TF / 1:28 | Pavel Pavlov (BUL)    | 4   | 7   |

## Finálové pořadí
1. Gennadij Korban (URS)
2. Jan Dołgowicz (POL)
3. Pavel Pavlov (BUL)
4. Leif Andersson (SWE)
5. Detlef Kühn (GDR)
6. Mihály Toma (HUN)
7. Mohammad El-Oulabi (SYR)
8. Miroslav Janota (TCH)